# Extreme Rules
Extreme Rules — это премиальное живое шоу по рестлингу, ежегодно проводимое с 2009 года американским рестлинг-промоушном WWE.
Название шоу происходит от термина «Экстремальные правила», которые WWE использует при проведении поединка по хардкорным правилам. Первоначально в Extreme Championship Wrestling (ECW) все бои проводились по этим правилам. Впервые шоу появилось в 2009 году, однако концепция этого поединка началась ещё с его предшественника One Night Stand (нач. в 2005 году), который продвигался как шоу возрожденного ECW. После двух лет WWE перевела шоу в разряд pay-per-view-шоу. В 2009 году WWE переименовало One Night Stand в Extreme Rules. В 2010 году шоу было перемещено на апрель с июня, заменив Backlash. В 2013 году шоу мероприятие было перенесено на середину мая, заменив Over the Limit. В 2016 году после того, как WWE возобновило систему брендов, шоу перенесли обратно на июнь как эксклюзивное pay-per-view шоу Raw. В 2018 году было объявлено, что в Extreme Rules будут участвовать рестлеры обоих брендов и оно будет проводиться в июле.

## Время и место проведения
| Шоу                                   | Дата                | Город                      | Место проведения       | Посещаемость | Главный поединок |
| ------------------------------------- | ------------------- | -------------------------- | ---------------------- | ------------ | --- |
| Extreme Rules (2009)                  | 7 июня 2009 года    | Новый Орлеан, Луизиана     | Нью-Орлеан-арена       | 9124         | Эдж (c) против Джефа Харди в поединке с лестницами за титул чемпиона мира в тяжёлом весе                                                                                     |
| Extreme Rules (2010)                  | 25 апреля 2010 года | Балтимор, Мэриленд         | Фёст мэринер-арена     | 12 278       | Джон Сина (c) против Батисты в поединке «до последнего на ногах» за титул чемпиона WWE                                                                                       |
| Extreme Rules (2011)                  | 1 мая 2011 года     | Тампа, Флорида             | Сент-Пит Таймс форум   | 10 000       | Миз (с) против Джона Сины против Джона Моррисона в поединке «Тройная угроза» за титул чемпиона WWE                                                                           |
| Extreme Rules (2012)                  | 29 апреля 2012 года | Роузмонт, Чикаго, Иллинойс | Олстейт-арена          | 14 817       | Джон Сина против Брока Леснара в поединке по экстремальным правилам |
| Extreme Rules (2013)                  | 19 мая 2013 года    | Сент-Луис, Миссури         | Скоттрэйд-центр        | 14 500       | Джон Сина (с) против Райбека в поединке «до последнего на ногах» за титул чемпиона WWE                                                                                       |
| Extreme Rules (2014)                  | 4 мая 2014 года     | Ист-Ратерфорд, Нью-Джерси  | Айзод-центр            | 15 907       | Дэниел Брайан (с) против Кейна в поединке по экстремальным правилам за титул чемпиона мира в тяжёлом весе WWE                                                                |
| Extreme Rules (2015)                  | 26 апреля 2015 года | Чикаго, Иллинойс           | Олстейт-арена          | 14 197       | Сет Роллинс (с) против Рэнди Ортона в стальной клетке за титул чемпиона мира в тяжёлом весе WWE                                                                              |
| Extreme Rules (2016)                  | 22 мая 2016         | Ньюарк, Нью-Джерси         | Пруденшал-центр        | 15 963       | Роман Рейнс (c) против Эй Джей Стайоза в матче по экстремальным правиламin за титул чемпиона WWE в тяжелом весе                                                              |
| Extreme Rules (2017)                  | 4 июня 2017         | Балтимор, Мэриленд         | Royal Farms Arena      | 11 179       | Сет Роллинс против Самоа Джо против Финна Балора против Брея Уайатта против Романа Рейнса в фатальном пятистороннем матче за право сразиться за титул чемпиона Вселенной WWE |
| Extreme Rules (2018)                  | 15 июля 2018        | Питсбург, Пенсильвания     | PPG Paints-арена       | 14 739       | Дольф Зигглер (с) против Сета Роллинса в 30-минутном матче по правилам «железный человек» за титул интерконтинентального чемпиона WWE                                        |
| Extreme Rules (2019)                  | 14 июля 2019        | Филадельфия, Пенсильвания  | Уэллс Фарго Центр      | 12 800       | Сет Роллинз (с) против Брока Леснара за титул чемпиона Вселенной WWE |
| Extreme Rules: The Horror Show (2020) | 19 июля 2020        | Орландо, Флорида           | WWE Performance Center | 0            | Браун Строумэн против Брэя Уайатта в «болотной драке Уайатта» |
| Extreme Rules (2021)                  | 26 сентября 2021    | Колумбус, Огайо            | Нэшнуайд-арена         | 13 455       | Роман Рейнс (с) против «Демона» Финна Балора в матче за титул чемпиона Вселенной WWE                                                                                         |
| Extreme Rules (2022)                  | 8 октября 2022      | Филадельфия, Пенсильвания  | Уэллс Фарго Центр      |              | |